# TV Satelit
TV Satelit este un ghid TV din România, lansat în anul 1992.
Este singurul ghid TV bilunar din România iar în iunie 2007 realiza vânzări de aproape 80,000 de exemplare pe ediție.
În vara anului 2002, revista a intrat în portofoliul grupului de presă Ringier.
În iunie 2007, grupul Ringier a vândut revista TV Satelit către trustul Heinrich Bauer, în cadrul unei operațiuni mai ample prin care a renunțat la un număr de douăsprezece ghiduri TV pe care le publica în Elveția, Republica Cehă, România și Slovacia.